# USS Rendova (CVE-114)
L'USS Rendova (CVE-114) est un porte-avions d'escorte de la classe Commencement Bay lancé en 1944.
Il gagne deux battle stars lors de la guerre de Corée.